# Harald Dohrn
Pour les articles homonymes, voir Dohrn.

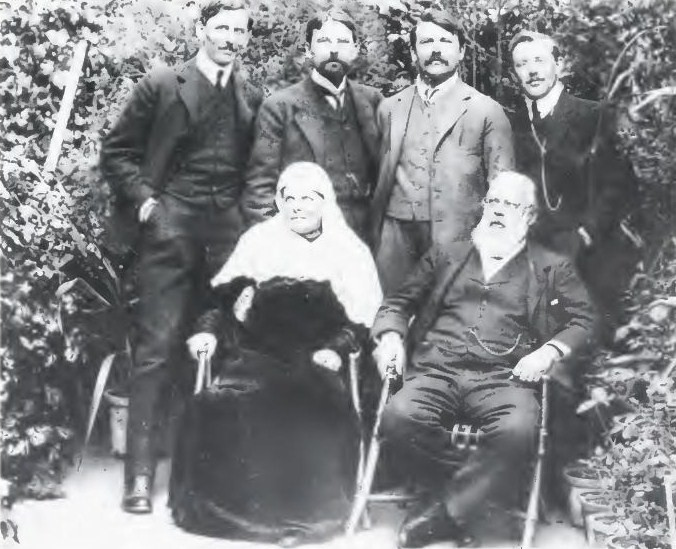
La famille Dohrn : derrière Anton Dohrn, les enfants de gauche à droite : Reinhard, Boguslav, Wolf et Harald

Harald Dohrn (né le 17 avril 1885 à Naples, mort le 29 avril 1945 à Munich) est un résistant allemand au nazisme.

## Biographie
Harald Dohrn est le fils du biologiste Anton Dohrn et suit sa scolarité au lycée Maximilien de Munich (de). En 1912, lui et son frère aîné Wolf (de) fondent l'école de musique d'Émile Jaques-Dalcroze à Hellerau. Après la mort tragique de Wolf Dohrn en 1914 et le retrait de Jaques-Dalcroze, il reprend la direction de l'école et en change l'orientation. À cause de la Première Guerre mondiale qui contraint les élèves à la quitter, l'école ferme.
Harald Dohrn tente de retrouver des élèves qui ont des convictions libérales et humanistes. Il ne parvient jamais à remettre l'école dans une bonne situation. Après avoir divorcé de sa première femme, Johanna, Harald Dohrn vend ses parts de l'école et s'installe en 1935 à Munich pour une formation de kinésithérapie. Il se convertit au catholicisme. En 1941, il vient à Bad Wiessee où il crée un sanatorium utilisant des méthodes de médecine alternative.
Sa belle-fille Herta épouse en 1941 Christoph Probst, membre de La Rose blanche. Dohrn, sympathisant du groupe et critique de la justice du régime contre ses opposants, n'est d'abord pas suspecté en 1943. En 1945, il participe avec son beau-frère Hans Quecke à un appel à l'action de la Freiheitsaktion Bayern (de) dont ils sont membres. Il est dénoncé par du personnel de maison et abattu le 29 avril 1945 par un commando SS dans la forêt de Perlach (de), peu avant l'arrivée des Américains. Il est enterré dans le cimetière non loin.
L'Église catholique allemande a inscrit Harald Dohrn dans son martyrologe du XXe siècle.